# Alrosa (compagnie aérienne)
CJSC "Air Company ALROSA" (russe : ЗАО "Авиакомпания АЛРОСА"), anciennement Alrosa Mirny Air Enterprise (Alrosa Air Company Limited) est une compagnie aérienne de Mirny, en Russie. Elle est basée à l'Aéroport de Mirny, et propose des vols commerciaux réguliers ainsi que des vols charters.
La compagnie figure depuis 2022 sur la liste des compagnies aériennes interdites d'exploitation dans l'Union européenne.

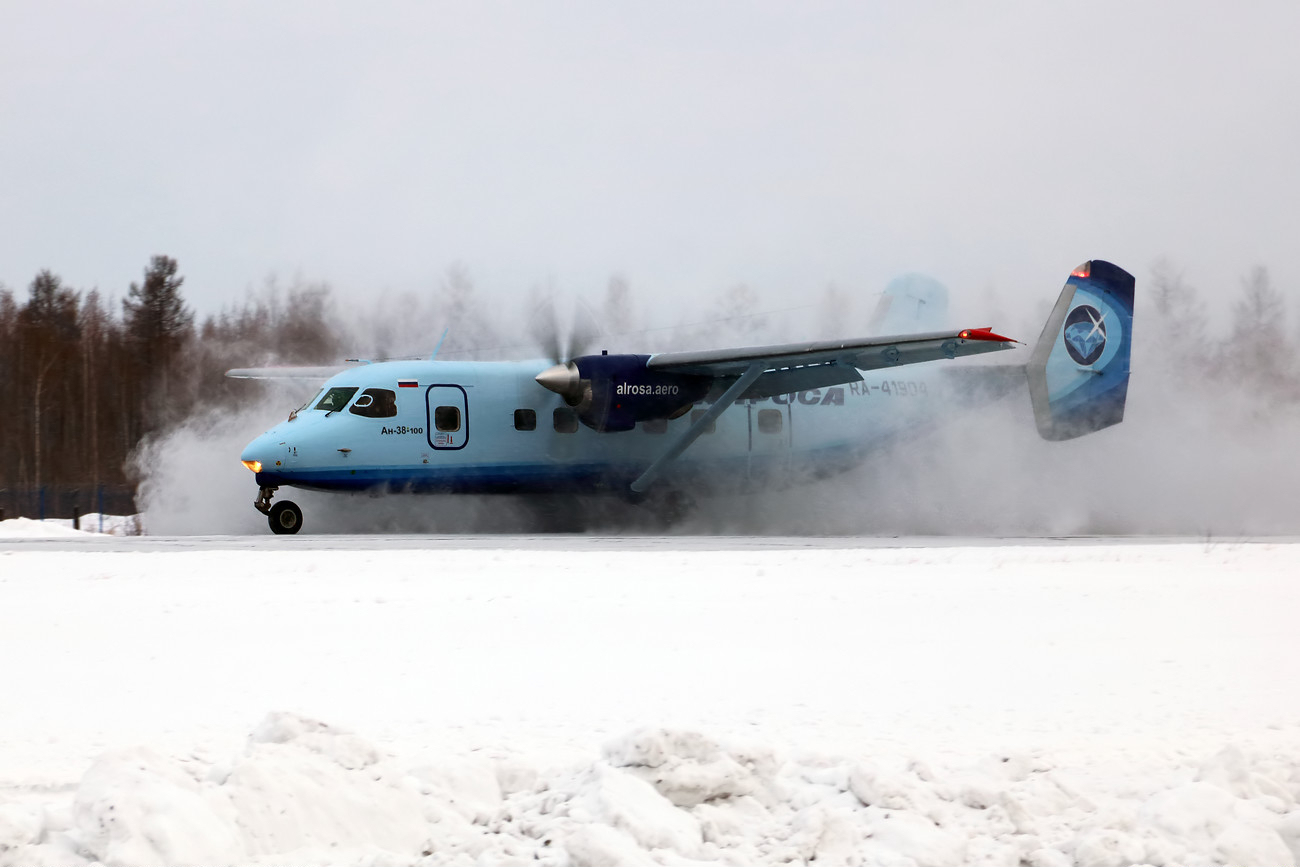
Alrosa Mirny Air Enterprise Antonov An-38-100 à l'aéroport de Mirny

## Histoire
Alrosa Mirny Air Enterprise fut fondée par la compagnie minière russe  ALROSA (ALmazy ROssil SAkha).

## Flotte

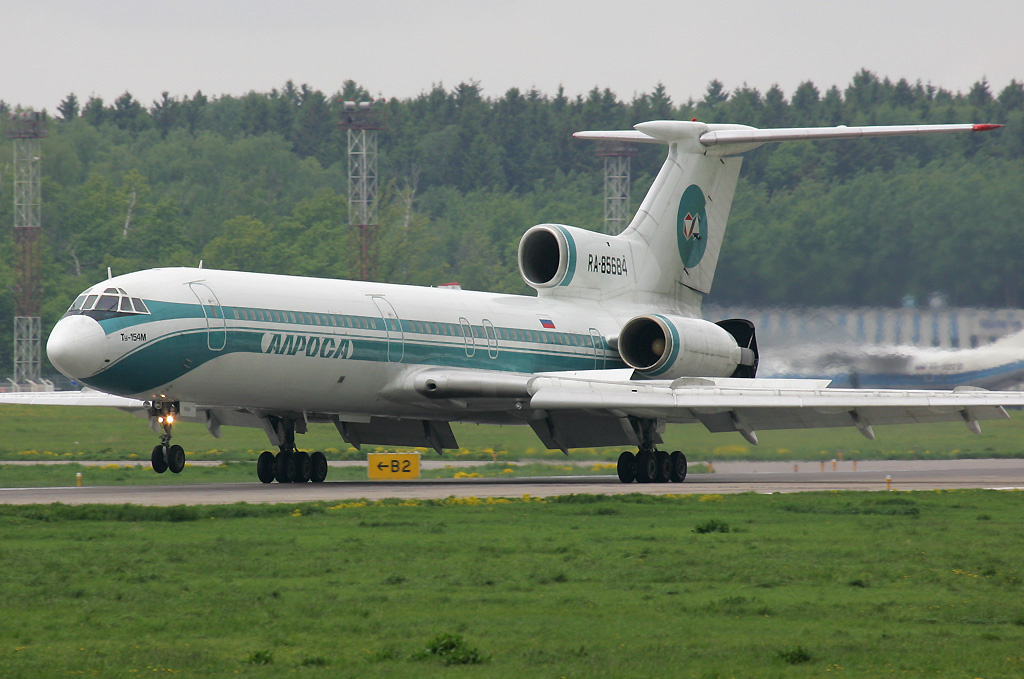
Tu-154M d'Alrosa

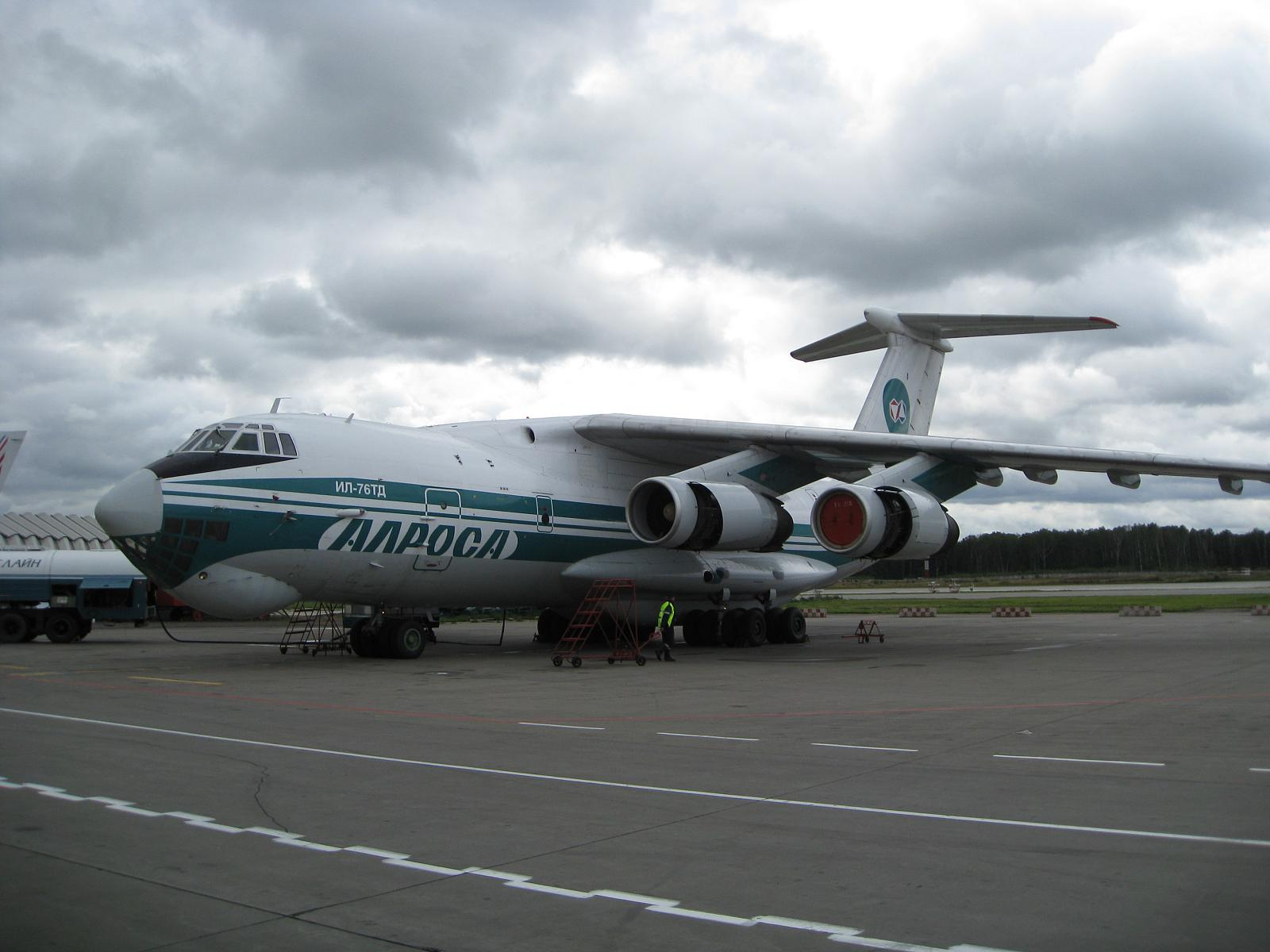
Il-76 d'Alrosa à l'Aéroport Domodedovo

La flotte d'Alrosa Mirny Air Enterprise comprend les appareils suivants (en mars 2013):
| Appareils      | En service |
| -------------- | ---------- |
| Mi-8           | 25         |
| Mi-26          | 2          |
| An-2           | 6          |
| An-24          | 4          |
| An-26          | 2          |
| An-38-100      | 2          |
| Boeing 737-800 | 1          |
| Boeing 737-700 | 1          |
| Tu-134         | 2          |
| Tu-154M        | 7          |
| Il-76ТД        | 4          |

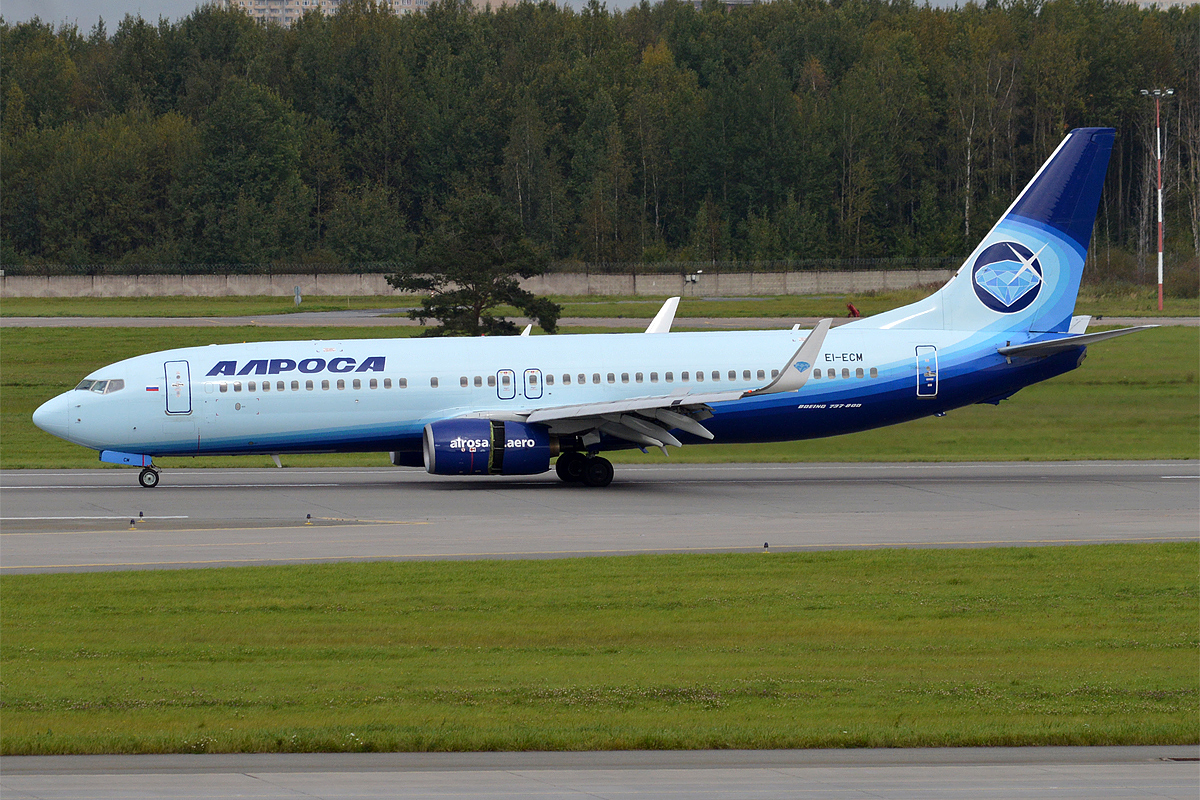
Alrosa Avia, EI-ECM, Boeing 737-86N
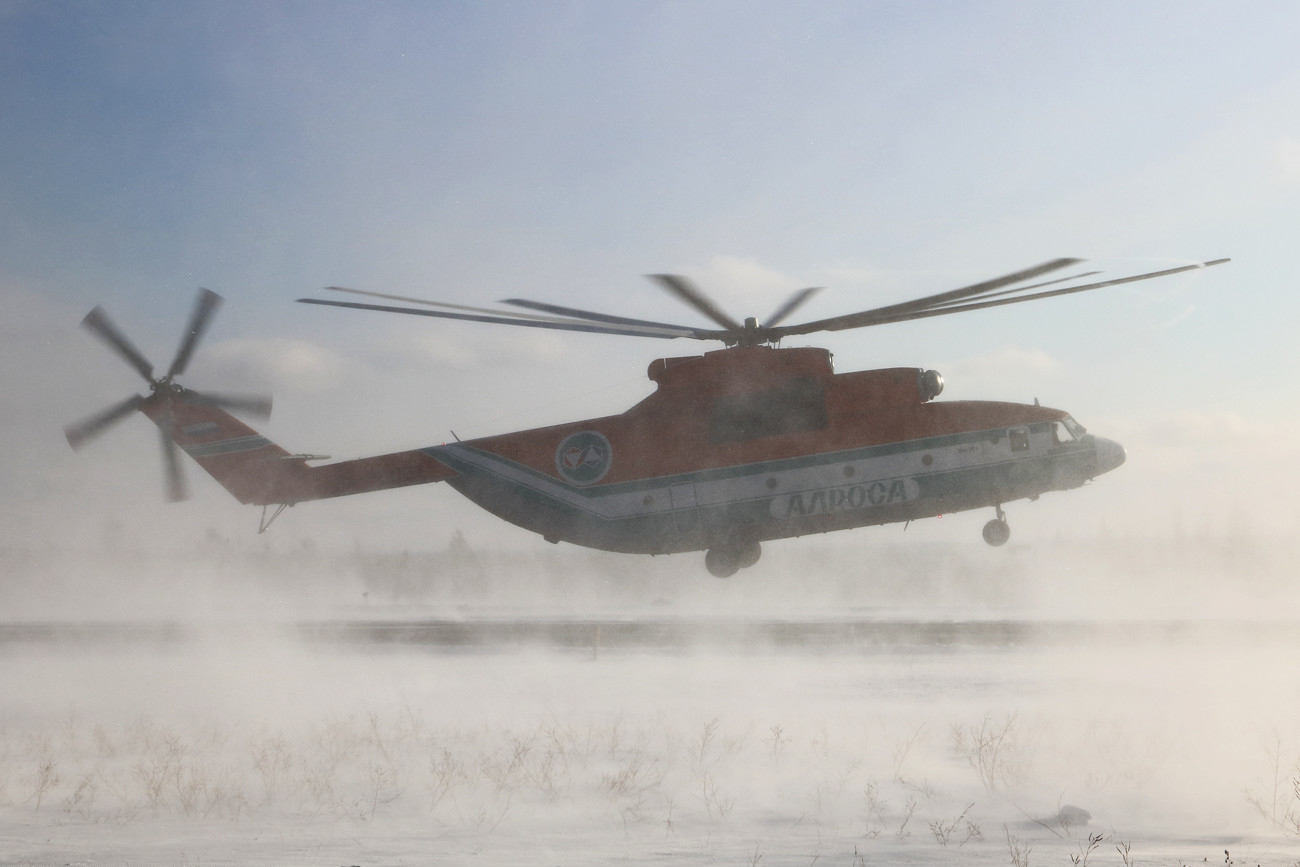
Alrosa Mirny Air Enterprise Mil Mi-26T à Mirny
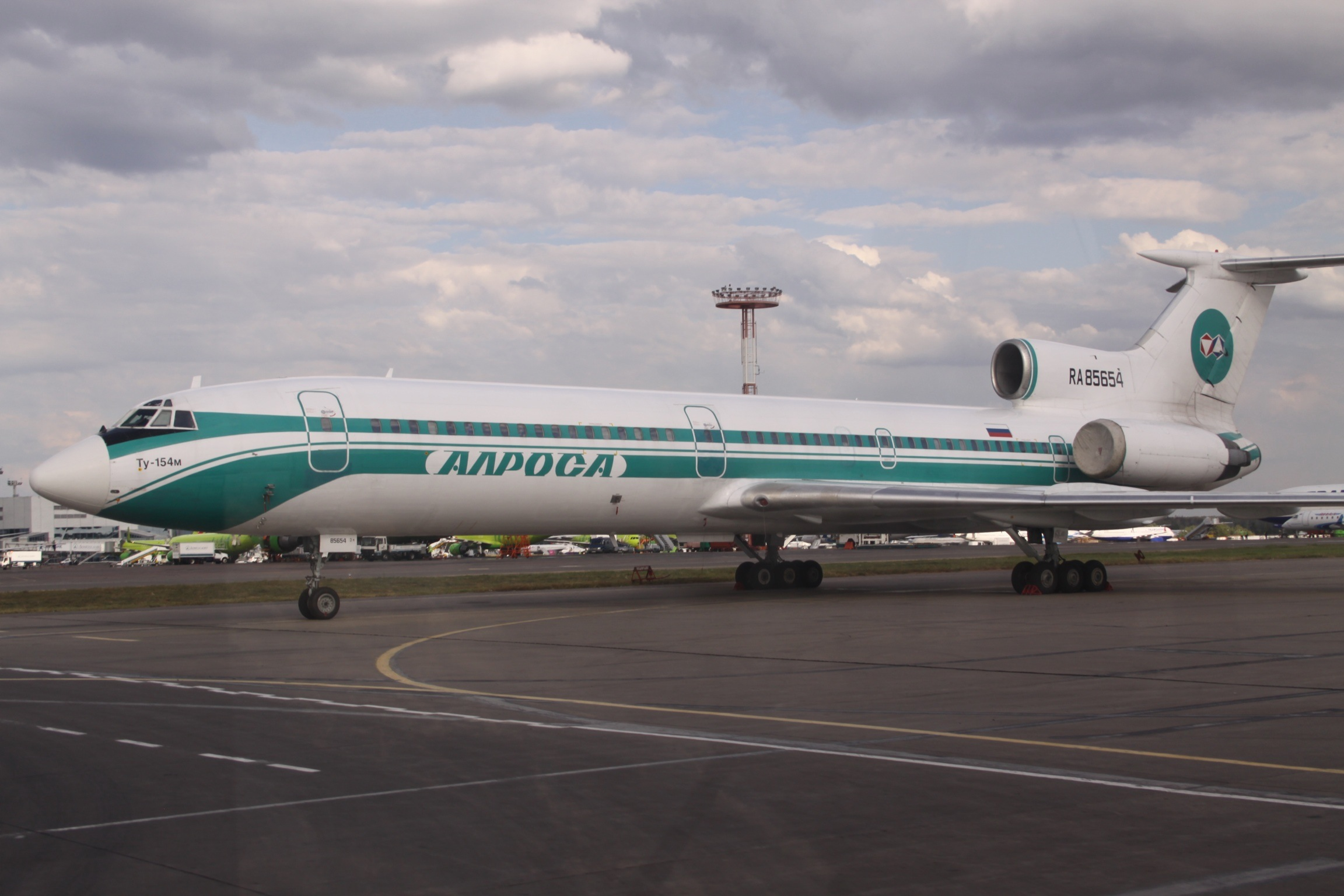
RA-85654 Tupolev Tu.154M Alrosa
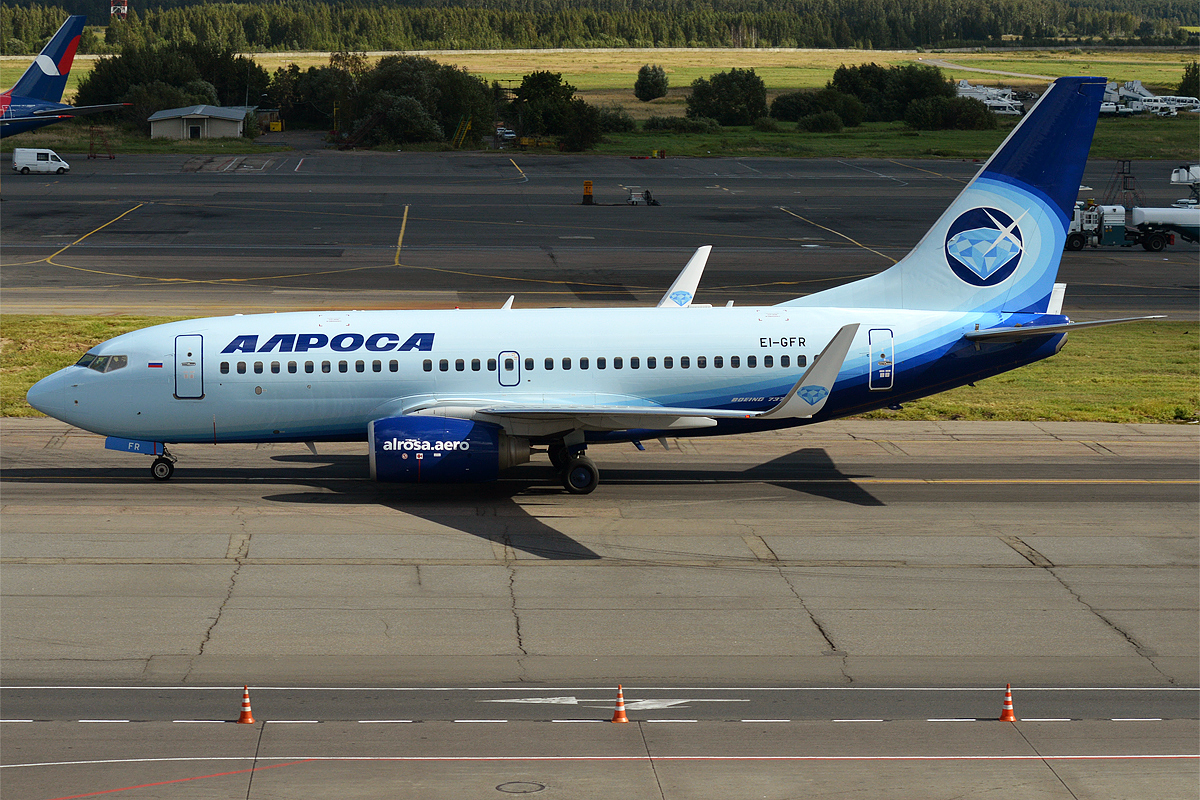
Alrosa, EI-GFR, Boeing 737-7CT

## Accidents et incidents
Le 7 septembre 2010, le vol 514 d'Alrosa Mirny Air Enterprise, opéré par un Tupolev Tu-154M RA-85684, est victime d'une panne électrique. Un atterrissage d'urgence est effectué à l'aéroport d'Izhma. L'appareil dépasse la piste et est partiellement endommagé. Les 81 personnes à bord en ressortent indemnes,,.

## Galerie photos

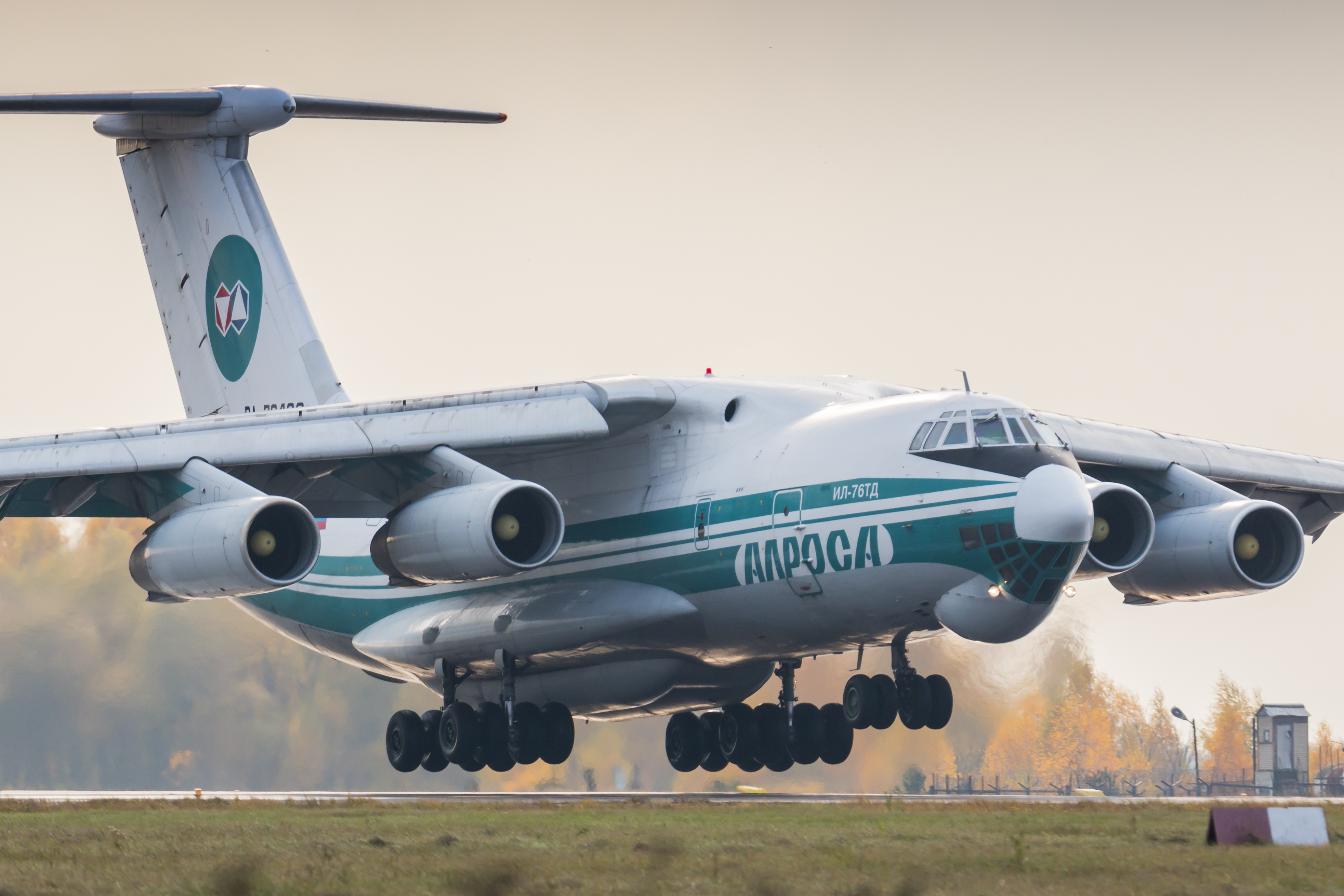
Ilyushin IL-76
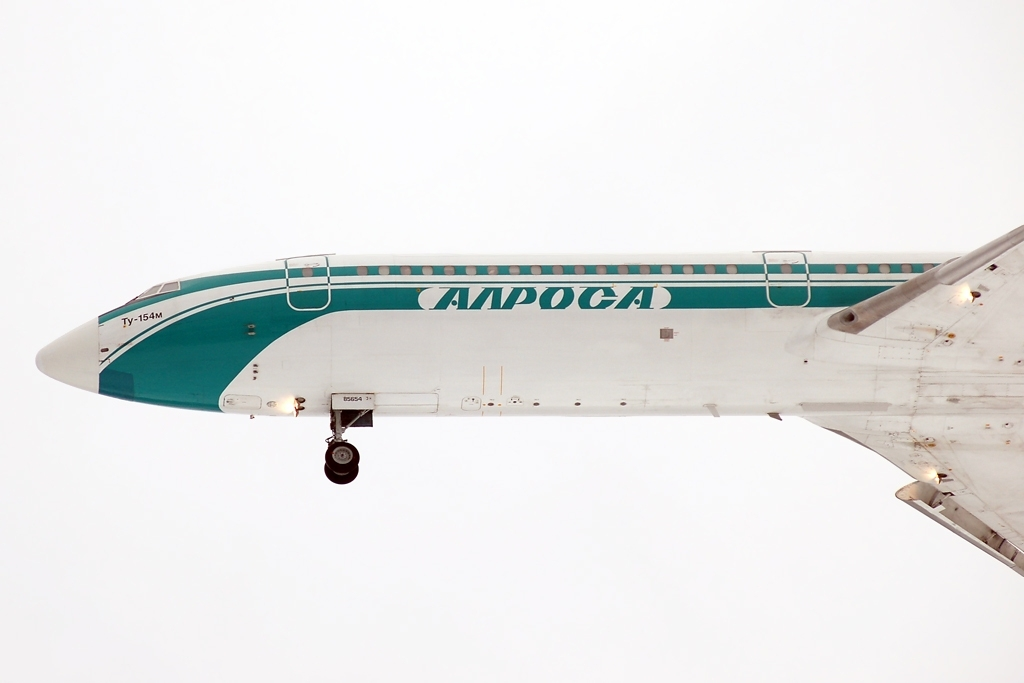
Tupolev TU-154 à l'aéroport de Moscou Vnoukovo
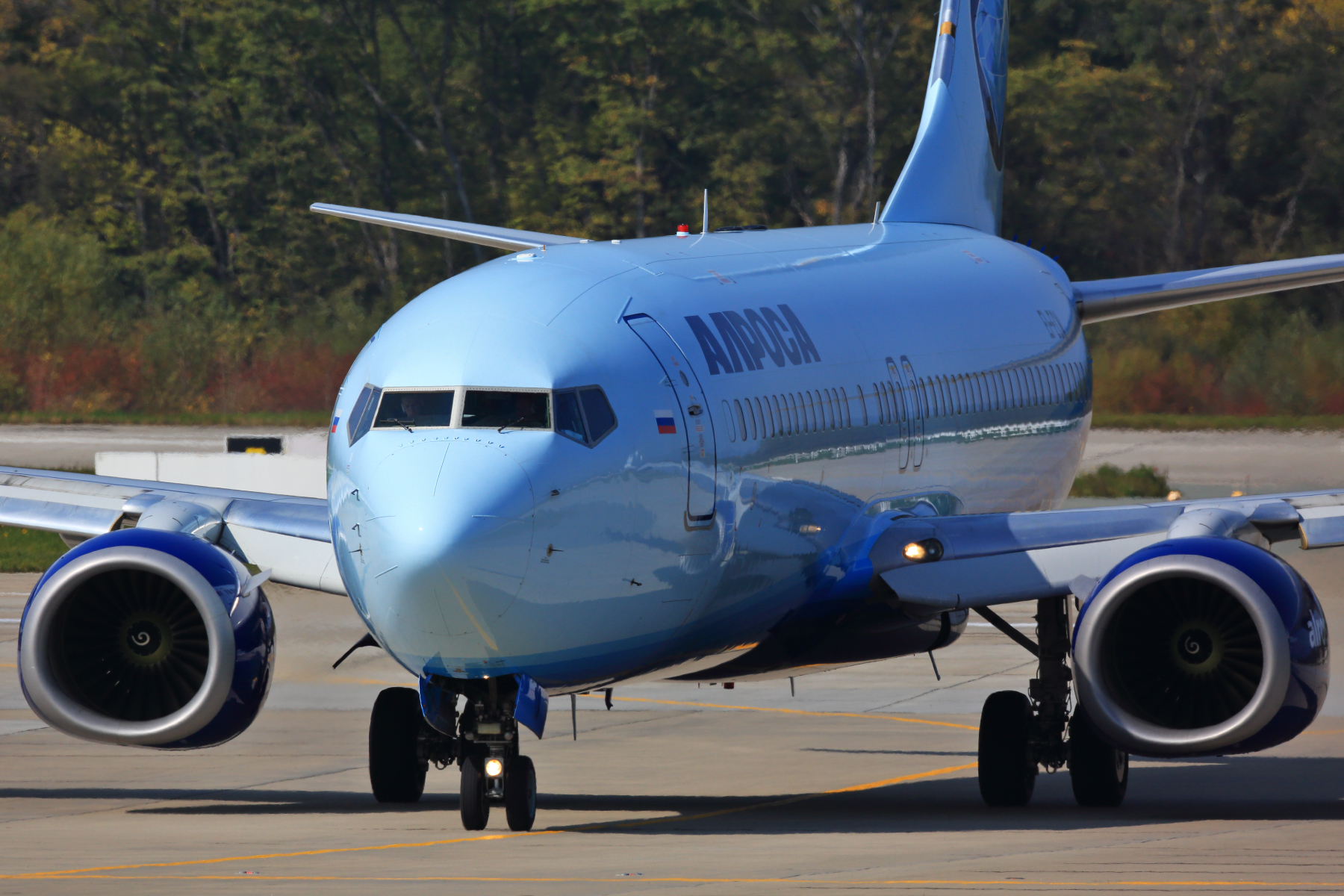
Un Boeing de la compagnie